# Curtea pietrarului
Curtea pietrarului (cunoscută oficial sub numele de Campo S. Vidal și Santa Maria della Carità) este o pictură în ulei pe pânză realizată de Giovanni Antonio Canal, mai cunoscut sub numele de Canaletto.

## Istorie
Pe pânza nu există nicio semnătură, nici dată, astfel încât tabloul a fost atribuit și datat în funcție de caracteristicile sale stilistice. Pictura îmbină caracteristici ale stilurilor timpuriu și matur ale lui Canaletto, cum ar fi utilizarea a două nuanțe, și reprezintă un exemplu foarte timpuriu de folosire a azuriului berlinez în pictura în ulei. Canaletto a realizat „Curtea pietrarilor” înainte de 1730, în timp ce azuriul berlinez a fost descoperit de Johann Jacob Diesbach în 1704. Printre alți pigmenți folosiți de Canaletto în acest tablou se numără galbenul de Napoli, alb de plumb și ocru.
Se presupune că tabloul a fost realizat pentru un patron venețian la mijlocul sau sfârșitul anilor 1720. Spre deosebire de multe dintre vedutele create de Canaletto și colegii săi vedutiști, acest loc s-a schimbat considerabil din anii 1720. Vederea spre malul opus al Canalului Mare este acum blocată de arcul înalt al podului de lemn al Academiei, iar biserica Santa Maria della Carità a suferit modificări semnificative. Clopotnița s-a prăbușit în 1744, distrugând casele de lângă canalul din față, și mare parte din celelalte ziduri de piatră au fost îndepărtate. Neful a devenit Academia Venețiană de Arte Frumoase în anii 1800, iar în biserica Santa Maria della Carità se află acum Galeria Academiei. Campo rămâne un spațiu deschis, iar clădirea interioară din dreapta s-a păstrat până în prezent.
Primii proprietari ai tabloului sunt necunoscuți. În 1808, pânza se afla în colecția unuia dintre fondatorii National Gallery, Sir George Beaumont, și a fost unul dintre tablourile donate de Beaumont Muzeului Britanic în 1823 pentru a forma colecția incipientă a National Gallery. În 1828, pictura a fost transferată în National Gallery, unde se află și în prezent. Pânza a fost curățată în 1852 și 1955, iar în 1989 a fost restaurată, curățată și remontată. Unele retușuri timpurii și nori, care acum sunt ascunși sub straturile ulterioare de lac, au fost probabil realizate de John Constable pe vremea lui Beaumont.

## Descriere

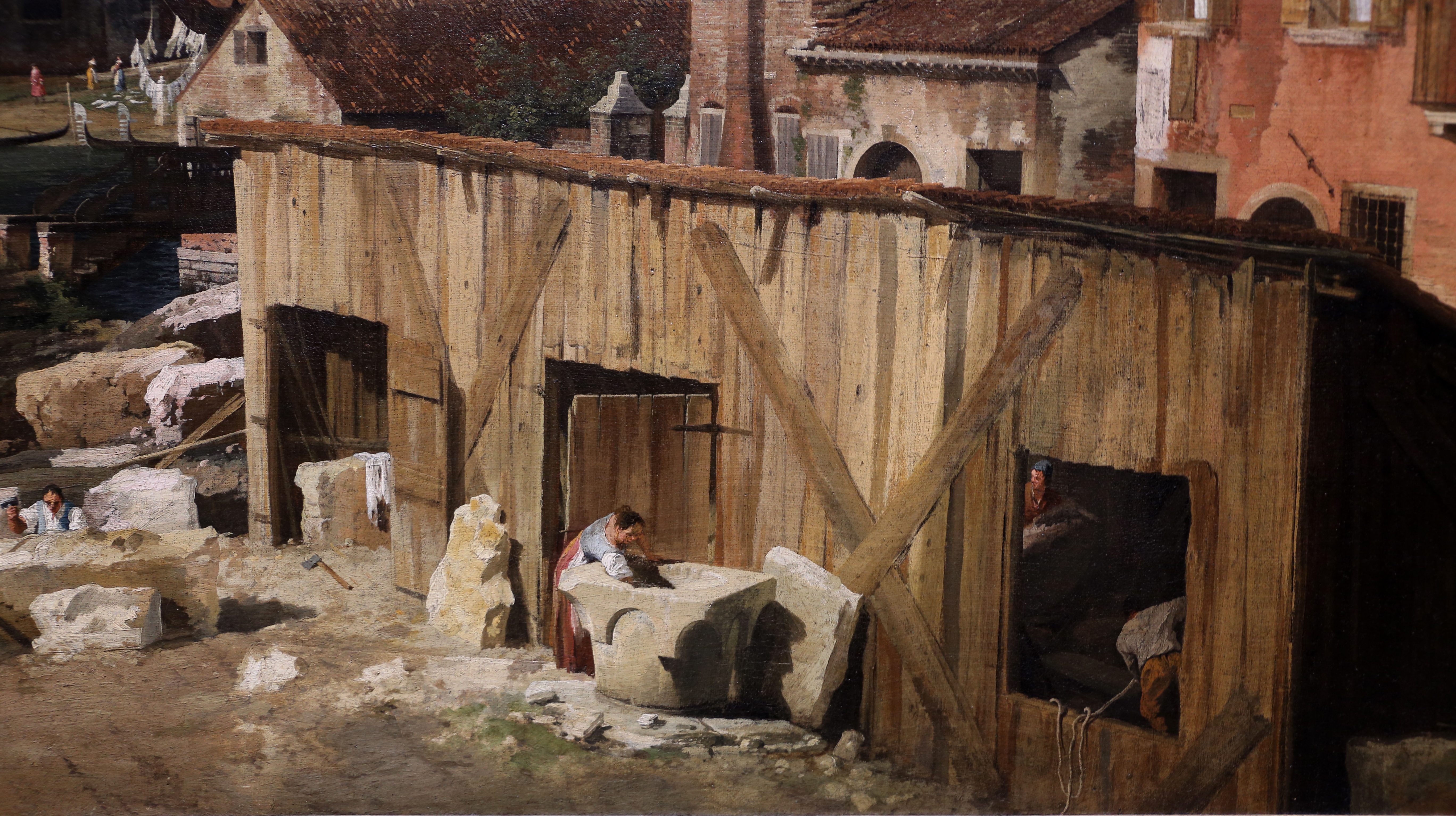
Detaliu al tabloului: pietrari la lucru și o femeie lângă fântână.

Dimensiunile tabloului sunt de 123,8 pe 162,9 cm. Pe pânză este înfățișată o scenă venețiană cu vedere spre sud-vest asupra curții pietrarului, situată lângă Canalul Mare, cunoscută sub numele de Campo San Vidal („campo”, literal „câmp”, utilizat în Veneția pentru a desemna un mic spațiu deschis). Câțiva pietrari lucrează la fasonarea și sculptarea unor modele, probabil destinate reconstrucției bisericii din apropiere San Vidal (biserica în sine este situată în spatele privitorului și, prin urmare, nu este vizibilă în tablou; fațada sa palladiană a fost restaurată în anii 1730) sau, poate, pentru decorarea palatelor din apropiere (Palazzo Cavalli-Franchetti și Palazzo Barbaro se află aproape, în stânga privitorului). Fațada bisericii medievale Santa Maria della Carità, reconstruită în anii 1440, se află pe malul opus al Canalului Mare, în stânga fațadei Scuola Grande della Carità; turnul bisericii San Trovaso este vizibil deasupra acoperișurilor în depărtare.
Pe lângă detaliile arhitecturale care înconjoară curtea, în curtea pietrarilor sunt prezentate scene din viața cotidiană a Veneției, desfășurate probabil în zorii zilei: un cocoș cântă pe un pervaz din stânga jos, iar lumina soarelui pătrunde din stânga, din spatele privitorului. Majoritatea clădirilor de locuințe sunt într-o stare proastă, având caracteristicele hornuri venețiene. Rufe atârnă de multe ferestre, iar pe câteva balcoane se găsesc ghivece cu plante. În dreapta, o  femeie țese pe un balcon; alta, în curte, lângă un șopron de lemn, scoate apă dintr-o fântână în formă de vârf de coloană. Doi copii se joacă în prim-plan, în stânga: unul cade și se urinează involuntar, în timp ce o femeie se grăbește să-l prindă; o altă femeie privește în jos de pe un balcon de deasupra. Pe canal trece o gondolă cu o cabină acoperită, iar altele sunt ancorate pe malurile canalului.
În ciuda realismului evident, Canaletto obișnuia să îmbogățească vedutele sale, corectând, adăugând ferestre sau chiar clădiri întregi, aranjând arhitectura pentru a obține o vedere mai interesantă, cu figuri geometrice mai elegante. Acest lucru este vizibil, de exemplu, privind profilul acoperișurilor de la orizont, unde formele pătrate și triunghiulare alternează spectaculos, până la clopotnițele și coșurile de fum îndepărtate, care se conturează pe fundalul unui cer înnorat.

## Literatură
- Louise Govier, The National Gallery, guida per i visitatori, Louise Rice, Londra 2009 ISBN: 9781857094701.